# 唐木仏壇
唐木仏壇（からきぶつだん）は、唐木（シタン、コクタン、タガヤサンなど）が使用された仏壇の総称。仏壇をおおまかに分類したとき、金仏壇と家具調仏壇に並ぶ分類のひとつである。

## サイズの表記法
仏壇や仏具は基本的に尺貫法がサイズの表記法となる。唐木仏壇の規模の表し方は、高さ×戸幅の外寸寸法が用いられる。戸幅とは、閉扉時の扉部分の全体幅である。例えば「43-18」は、高さ4尺3寸（約130cm）×戸幅1尺8寸（約54cm）を表す。土地によっては戸幅が先で高さが後に表されるところもある。このとき戸幅は全体の幅とは異なるので、同じ「43-20」でも全体は異なることがある。
たんすの上に置く小型の仏壇の規模の表し方は、総丈を号（ごう）または丈（たけ）で表す。例えば「18号」は、高さ1尺8寸（約54cm）を表し、「20号」は、高さ2尺（約60cm）を表す。